# Agrostis gayana
Agrostis gayana é uma espécie de gramínea do gênero Agrostis, pertencente à família Poaceae.